# Błotniszek wełnisty
Błotniszek wełnisty (Helodium blandowii (Web. et Mohr.) Warnst.) – gatunek mchu należący do rodziny błotniszkowatych (Helodiaceae).

## Rozmieszczenie geograficzne
Gatunek stwierdzany na Pomorzu Zachodnim i Wschodnim i w Wielkopolsce. Na południu Polski m.in. reliktowe stanowiska w dorzeczu Przemszy i w dolinie Wisły w okolicach Krakowa.

## Morfologia
Darnie luźne, blado-żółto-zielone, łodygi główne wzniesione w górę, o długości 10 cm (niekiedy dłuższe), najczęściej pojedyncze. Łodygi w przekroju poprzecznym bez wiązki środkowej. Na łodygach liczne nibylistki i gęsta okrywa chwytników. Liście łodyg głównych o dł. 2 mm, szerokosercowate, w środku blaszki mają głęboki fałd. Obrzeże liścia drobno ząbkowane. Seta o długości do 6 cm, czerwonopomarańczowa, skręcona. Puszka cylindryczna, o dł. 2 mm, zgięta, koloru czerwonobrunatnego.

## Ekologia
Występuje na torfiastych, mocno alkalicznych łąkach, w dolinach rzek i w niższych górach.

## Ochrona
Roślina objęta w Polsce ścisłą ochroną gatunkową od 2004 roku.